# Episodi di Hung - Ragazzo squillo (terza stagione)

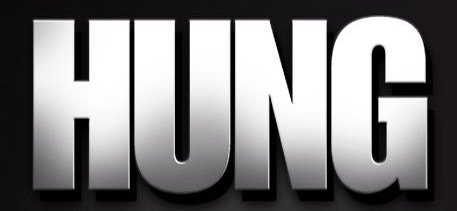
Logo della serie

La terza ed ultima stagione della serie televisiva Hung - Ragazzo squillo, composta da 10 episodi, è stata trasmessa in prima visione negli Stati Uniti su HBO dal 2 ottobre al 4 dicembre 2011.
In Italia la stagione è stata trasmessa su Sky Uno dal 19 gennaio al 16 febbraio 2012.
| nº | Titolo originale                                          | Titolo italiano             | Prima TV USA     | Prima TV Italia  |
| -- | --------------------------------------------------------- | --------------------------- | ---------------- | ---------------- |
| 1  | "Don't Give Up on Detroit" or "Hung Like a Horse"         | L'orgasmo è vita            | 2 ottobre 2011   | 19 gennaio 2012  |
| 2  | "Take the Cake" or "Are You Packing?"                     | Concorrenza sleale          | 9 ottobre 2011   | 19 gennaio 2012  |
| 3  | "Mister Drecker" or "Ease Up on the Whup-Ass"             | Un dieci per Logan          | 16 ottobre 2011  | 26 gennaio 2012  |
| 4  | "Fuck Me, Mr. Drecker" or Let's Not Go to Jail"           | Prendimi, professor Drecker | 23 ottobre 2011  | 26 gennaio 2012  |
| 5  | We're Golden" or "Crooks and Big Beaver"                  | La vendetta                 | 30 ottobre 2011  | 2 febbraio 2012  |
| 6  | "Money on the Floor"                                      | Appuntamento a sorpresa     | 6 novembre 2011  | 2 febbraio 2012  |
| 7  | "What's Going on Downstairs?" or "Don't Eat Prince Eric!" | La scatola rossa            | 13 novembre 2011 | 9 febbraio 2012  |
| 8  | "I, Sandee" or "This Sex. Which Is. Not One."             | Donne che fingono           | 20 novembre 2011 | 9 febbraio 2012  |
| 9  | "A Monkey Named Siminan" or "Frances is Not a Fan"        | Invito al matrimonio        | 27 novembre 2011 | 16 febbraio 2012 |
| 10 | The Whole Beefalo                                         | Le mucche di Charlie        | 4 dicembre 2011  | 16 febbraio 2012 |